# Dreher Sörgyárak Zrt.
A budapesti, azon belül is kőbányai székhelyű Dreher Sörgyárak Zrt. a négy magyarországi sörgyár közül a legnagyobb, évi 2,4 millió hektoliteres kapacitással. 2017 óta a japán Asahi tulajdona.

## A vállalat története

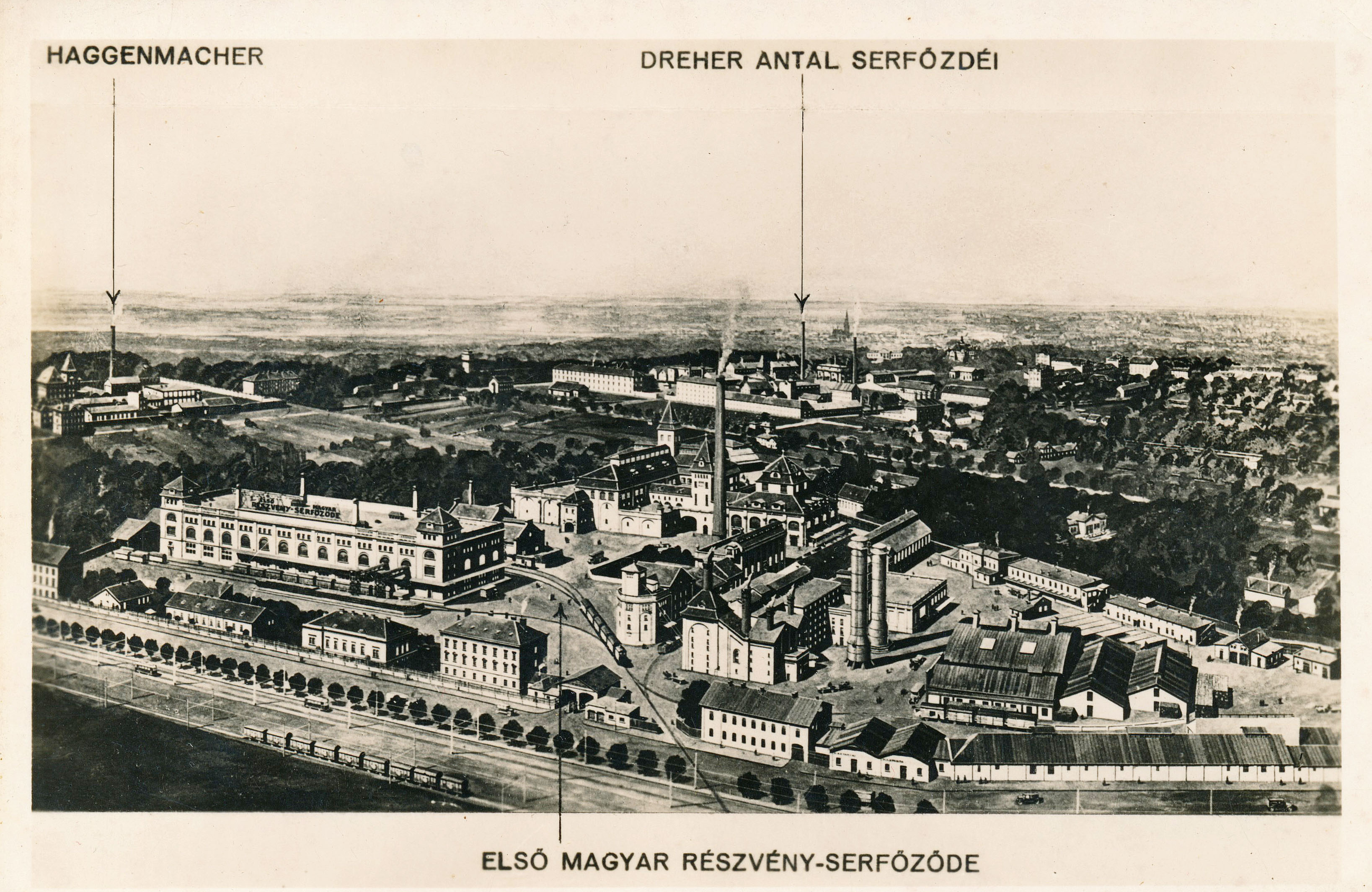
A kőbányai sörfőzdék látképe még az egyesítések előtt

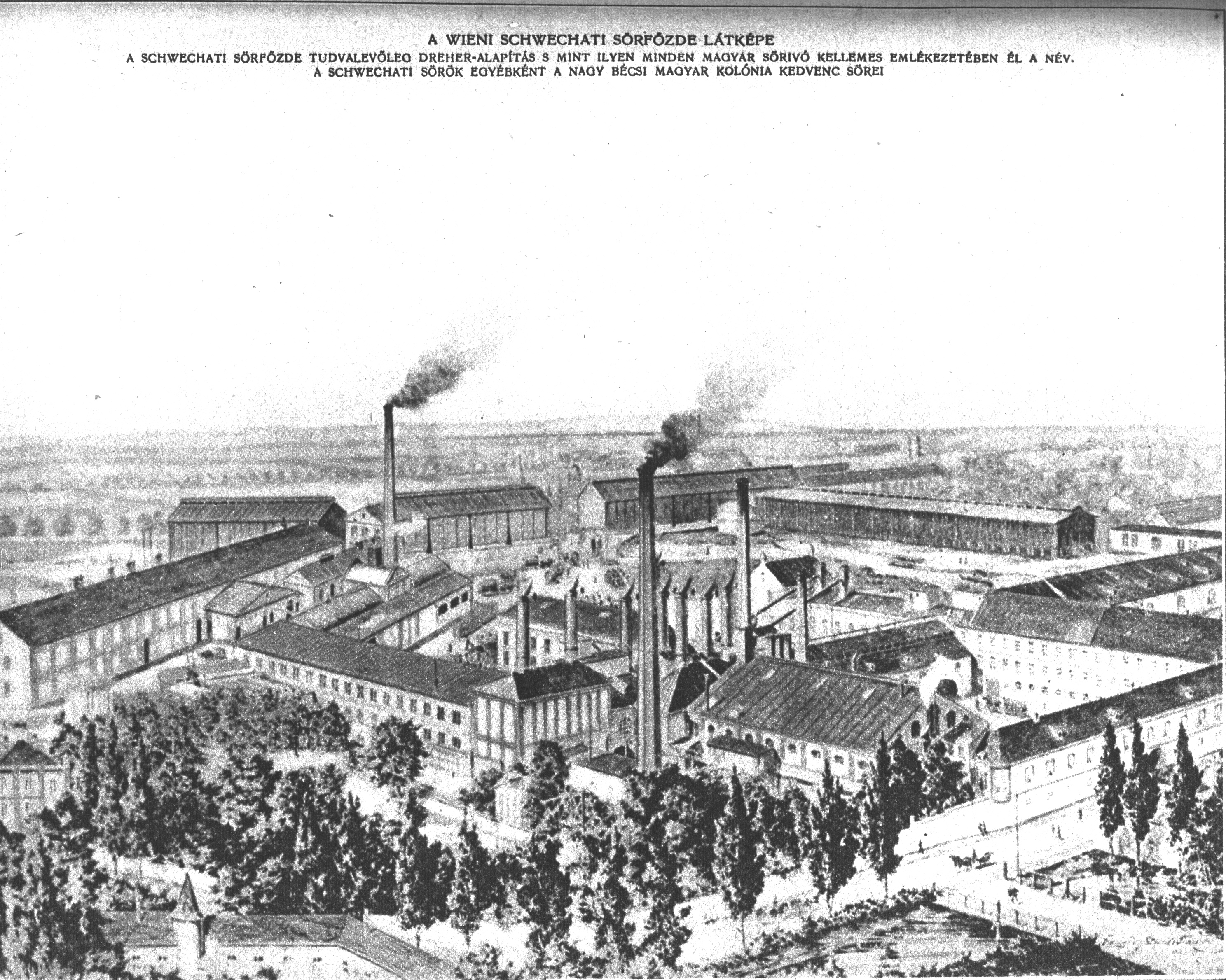
A bécsi schwechati sörfőzde látképe

1948-ban államosítással megszüntették a Dreher Antal Serfőzdéi Rt.-t. Egyes gyáregységeit a Magyar Söripari Központhoz, másokat az Édesipari Központhoz csatolták. A korábbi kőbányai sörgyárak ezzel megszűntek, és Dreher sört sem gyártottak, mert a jogtulajdonosok külföldre menekültek, és a receptet magukkal vitték.
Számos átszervezést követően később létrejött a Kőbányai Sörgyár, mely 1988-ban szerződést kötött a Dreher jogtulajdonosokkal, és újra gyártani kezdte a Dreher sört. 1992-ben a cég részvénytársasággá alakult, majd 1993-ban Dél-Afrika egyik vezető sörvállalata, a South African Breweries (SAB) felvásárolta. Ezzel a Dreher vállalatnév újjáéledt, mert a cég felvette a Dreher Sörgyárak Zrt. nevet. Ennek vezetésével aztán egyesült a korábbi Kanizsai és Kőbányai Sörgyár.
A léttrejött vállalkozás nem az eredeti Dreher gyárban (az Ihász utcában) működik, hanem az egykori Első Magyar Részvény Serfőzde Rt. eredeti állapotukban helyreállított épületeiben (Jászberényi út), mely a Kádár-korszakban a Kőbányai Sörgyár II. számú telepe volt.
A SAB és az amerikai Miller Brewing Company egyesülésével 2002-ben létrejött a világ második legnagyobb sörgyártó vállalkozása,[forrás?] a SABMiller, a magyar gyár pedig ennek tulajdonában folytatta tevékenységét. Az Európai Bizottság a SABMiller kelet-közép-európai érdekeltségeinek az értékesítését szabta meg az AB InBev és a SABMiller söripari konszern fúziója engedélyezésének feltételeként. A japán Asahi Group Holdings 2016 decemberében jelentette be, hogy felvásárolja ezeket, köztük a Dreher Sörgyárakat is. 2017 első negyedévében a tranzakció lezárult, 2017. április 1-jétől az új vállalat neve Asahi Breweries Europe Ltd (ABEL), regionális székhelye Csehországban, Prágában van.

## A Dreher Sörgyárak telephelyei
| Kép | Név            | Eredeti név                                        | Építés ideje | Elhelyezkedés                                                                                       | Megjegyzés                                  |
| --- | -------------- | -------------------------------------------------- | ------------ | --------------------------------------------------------------------------------------------------- | ------------------------------------------- |
|     | 1-es telep     | Dreher Antal Serfőzdéi Rt. sörgyára                | 1863         | Előd köz – Ihász utca – Csajkovszkij park – Halom utca – Ászok utca – Bánya utca – Előd utca között |                                             |
|     | 2-es telep     | az Első Magyar Részvényserfőzde Rt. sörgyára       | 1867         | Dreher Antal út – 3-as telep – Maláta utca között                                                   |                                             |
|     | 3-as telep     | a Kőbányai Király Serfőzde Rt. sörgyára            | 1895         | Maglódi út – 2-es telep – Mádi utca – 7-es telep között                                             |                                             |
|     | 4-es telep     | a Kőbányai Polgári Serfőző Rt. sörgyára (elbontva) | 1893         | Maglódi út – Gitár utca – Sörgyár utca – Téglavető utca között                                      |                                             |
|     | 5-ös telep     | a Fővárosi Serfőző Rt. sörgyára                    | 1912         | Maglódi út – Kada utca – Sörgyár utca – Kocka utca között                                           | Később a Globus Konzervgyár működött benne. |
|     | 6-os telep (?) | Haggenmacher Sörgyár                               | 1913         | Maglódi út – Téglavető utca – Sörgyár utca – Kocka utca között                                      |                                             |
|     | 7-es telep     |                                                    |              | Maglódi út – Gitár utca – 3-as telep között                                                         |                                             |

## Termékei
A Dreher Sörgyár több márkanév alatt is forgalmaz sört Magyarországon:
- Dreher Gold (2019 előtt Dreher Classic), Dreher Bak, D24 alkoholmentes, Dreher Hidegkomlós, Dreher Félbarna hidegkomlós, Dreher Red ale, Dreher Pale ale, Dreher Tanksör, Dreher Ipa, Dreher áfonya, Dreher meggy, Dreher barack, Dreher Blonde ale, Dreher 4.0
- Arany Ászok, Arany Ászok Alkoholmentes
- Pilsner Urquell, Pilsner Urquell Tankovna
- Kozel
- Kozel Černý
- Kőbányai sör
- Hofbräu Lager
- egyéb kisebb márkák: Kanizsai, Rocky Cellar, Goldberger, Wanderburg, Neuberg, Kewer, Waldert, Ritterhof, Balatoni világos
- Asahi[8]

## Múzeum
A Dreher Sörgyárak lehetőséget a sör és a vállalat történetének megismerésére. Fennállásának 125. évfordulóján, 1979-ben nyílt meg a Söripari Emléktár, amelyet megnyitásának 40 éves jubileuma alkalmából, 2019-ben felújítottak. Ebben kiállítást rendeztek be.
- A Dreher Sörgyárak Zrt. udvara
- A gyártósor
- Cefrézőüst
- Díszburkolat a cefrézőüstön
- 3000 hl-es tartályok